# ديني مور
ديني مور (بالإنجليزية: Dennie Moore)‏ هي ممثلة أمريكية، ولدت في 31 ديسمبر 1902 في نيويورك في الولايات المتحدة، وتوفي بنفس المكان في 22 فبراير 1978.

## وصلات خارجية
- ديني مور على موقع IMDb (الإنجليزية)
- ديني مور على موقع قاعدة بيانات برودواي على الإنترنت (الإنجليزية)
- ديني مور على موقع قاعدة بيانات الفيلم (الإنجليزية)